# Girotondo

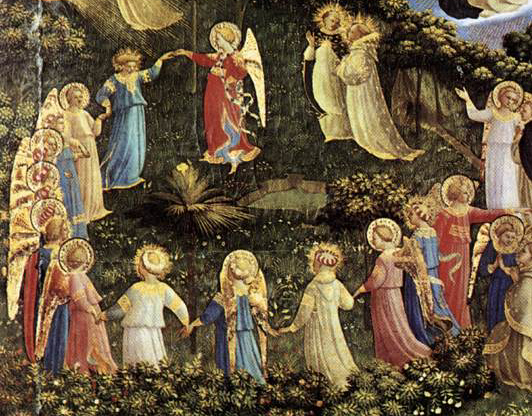
Un "mezzo" girotondo (Fra Angelico, Giudizio universale)

Il girotondo è un gioco infantile, che consiste nel darsi la mano e girare in cerchio, recitando una filastrocca.
Esistono varie versioni della filastrocca. La più nota recita:
Giro giro tondo
Casca il mondo
Casca la Terra
Tutti giù per terra
All'ultima strofa ci si ferma e accovaccia.

## Storia
Le origini della filastrocca sono sconosciute, ma viene spesso associata al periodo della Peste nera anche se alcuni folkloristi la fanno risalire a riti pagani pre-cristiani. 
Nel 2002 un movimento politico italiano effettuò una serie di manifestazioni basate su un simbolico girotondo, il movimento dei "Girotondi".

## Versioni

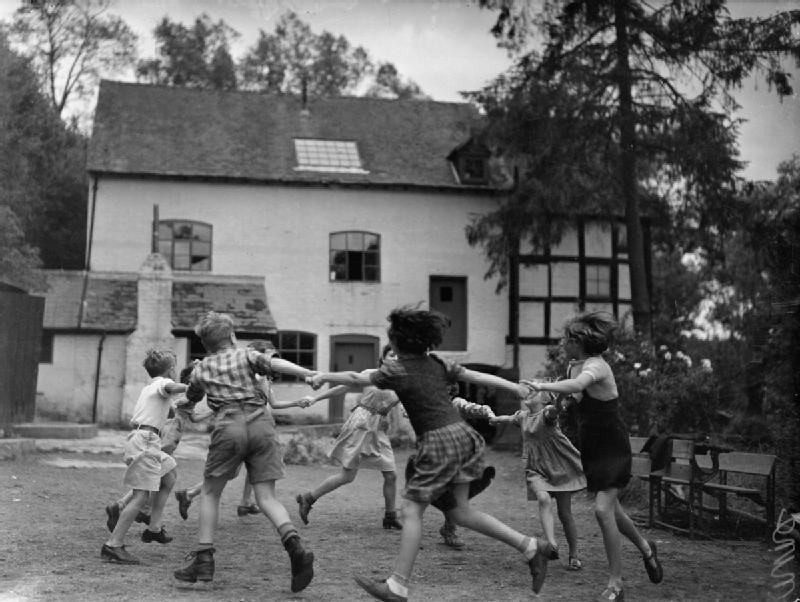
Girotondo nel 1943

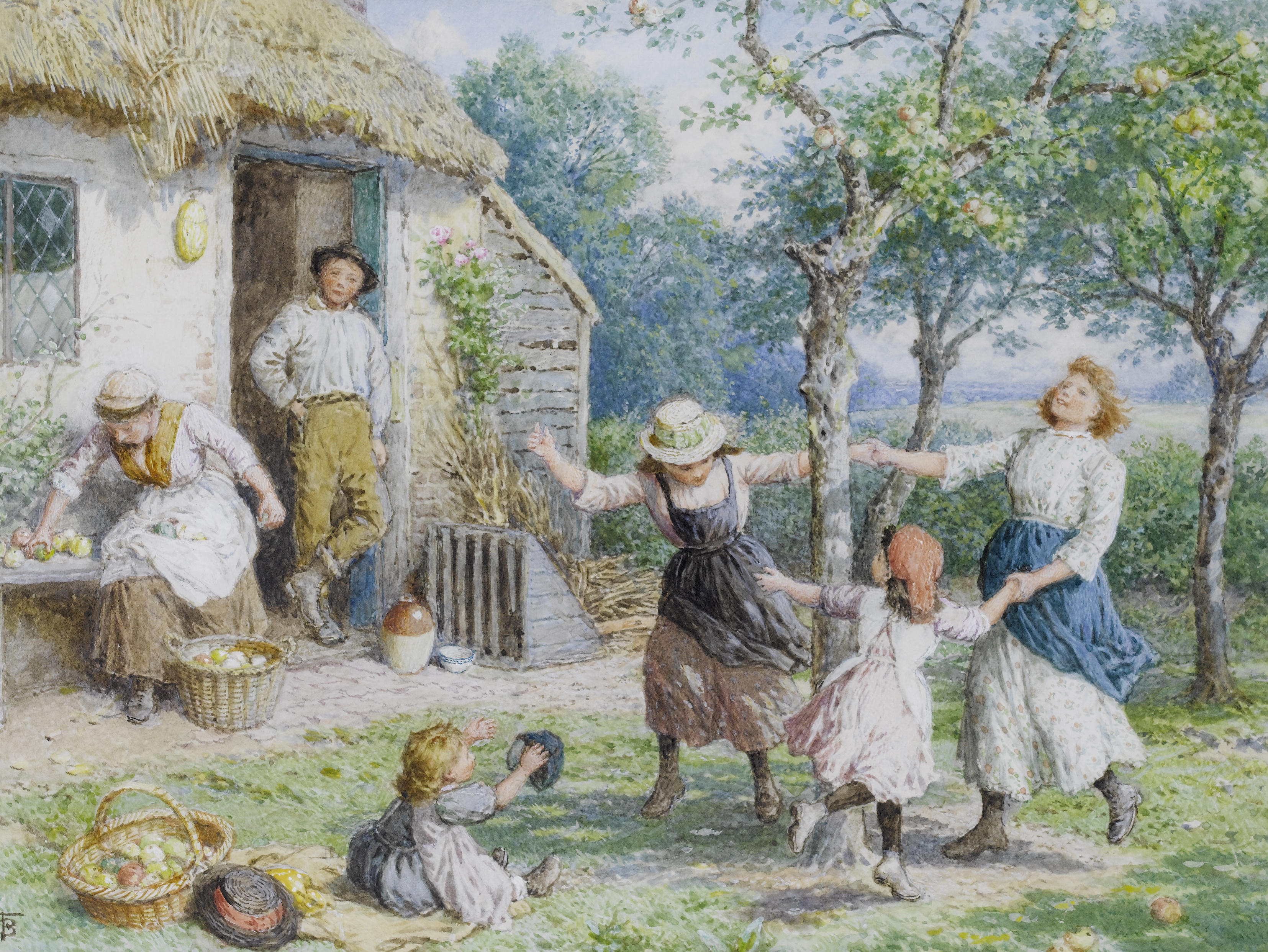
Un girotondo dipinto da Myles Birket Foster.

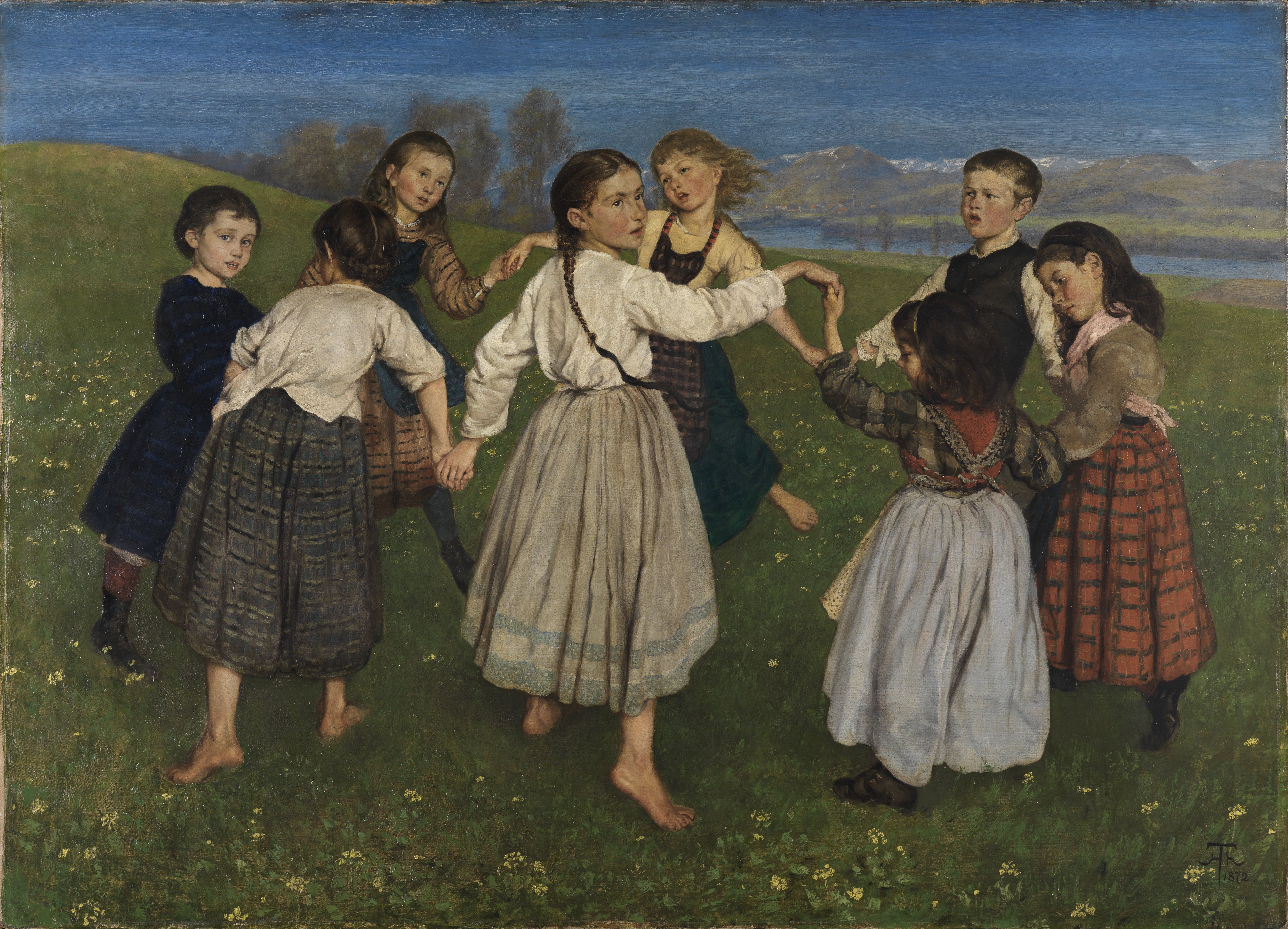
Un girotondo dipinto da Hans Thoma.

Esistono numerose versioni, varianti e corruzioni della filastrocca, in numerose lingue. 

### Spagnolo
Nei paesi di lingua spagnola la filastrocca è nota come Al corro de la patata o Al corro de las patatas.
Al corro de la(s) patata(s)

comeremos ensalada,

lo que comen los señores

naranjitas y limones.

Achupé, achupé

sentadita me quedé.
Alla parola "achupé", i bambini saltano in alto, prima di gettarsi a terra cantando l'ultima strofa.

### Inglese
Nel mondo anglosassone, la filastrocca è nota con il nome di Ring a Ring o' Roses.
La prima versione in inglese venne stampata nel 1881, ma altre versioni erano in uso dalla fine del XVIII secolo in Inghilterra. Nel Nuovo Mondo, una versione è documentata come in uso nel Connecticut negli anni 1840.
La più comune versioni in inglese recita:
Ring-a-ring o' roses,

A pocket full of posies,

A-tishoo! A-tishoo!

We all fall down.

### Tedesco
Una versione tedesca venne stampata nel 1796 e la danza avviene in modo simile al girotondo:
Ringel ringel reihen,

Wir sind der Kinder dreien,

sitzen unter'm Hollerbusch

Und machen alle Husch husch husch!
Una variante degna di nota:
Ringel, Ringel, Rosen,

Schöne Aprikosen,

Veilchen blau, Vergissmeinnicht,

Alle Kinder setzen sich!

### Serbo-croato
In serbo-croato viene cantata una simile filastrocca, Ringe Ringe Raja:
Ringe-ringe-raja,

Doš'o čika Paja,

Pa pojeo jaja.

Jedno jaje muć,

A mi, djeco, čuč!